# Hala zajezdni tramwajowej przy ulicy Kościuszki w Katowicach
Hala zajezdni tramwajowej przy ulicy Tadeusza Kościuszki 94 w Katowicach – hala dawnej zajezdni tramwajowej w Katowicach, położona przy ulicy T. Kościuszki 94 w dzielnicy Brynów część wschodnia-Osiedle Zgrzebnioka. Zajezdnię zbudowano w 1912 roku, a w latach 1997–1998 przebudowano na potrzeby salonu samochodowego.

## Historia
Hala zajezdni tramwajowej została wzniesiona w ramach budowy ostatniej powstałej tuż przed wybuchem I wojny światowej linii tramwajowej na terenie Katowic, biegnącej z centrum miasta do parku Południowego (późniejszy park T. Kościuszki). Powstała w miejscu, w którym w XIX w. znajdowały się szyb i maszyna wyciągowa kopalni „Beata”. Jej budowę wykonano w szybkim tempie w maju i czerwcu 1912 roku, by zdążyć przez zaplanowanymi w tym czasie zawodami strzeleckimi. Trasę o długości 1,927 km oddano do użytku 14 czerwca 1912 roku, a na zakończeniu linii wybudowano zajezdnię tramwajową mieszczącą 10 wagonów czteroosiowych. Przy hali dobudowano przybudówki mieszczące warsztat i pomieszczenia dla personelu.
Zainteresowanie linią było znaczne, a wagony kursowały na linii w odstępie co kwadrans. Na nowo otwartej linii przewieziono do końca 1912 roku 160 447 pasażerów i wykonano 37 627 wozokilometrów. Linia ta stanowiła wówczas jedyną własność firmy Schlesische Kleinbahn, mimo iż przedsiębiorstwo to zarządzało cała siecią tramwajów górnośląskich. Nie zrealizowano natomiast całości projektu pochodzącego z listopada 1911 roku, przewidującego połączenie Katowic z Ligotą.
Ruch na linii został wstrzymany 5 listopada 1916 roku z powodu konfiskaty sieci trakcyjnej na cele wojenne. Ruch wznowiono 1 kwietnia 1926 roku. 18 września 1947 roku oddano do użytku przedłużenie linii tramwajowej z parku T. Kościuszki w kierunku Brynowa. Pod koniec 1949 roku zajezdnia Park Kościuszki obsługiwała następujące połączenia tramwajowe:
- 11: Bytom – Chorzów – Wirek – Katowice II (25,36 km; 3 pociągi)[7],
- 13: Siemianowice Śląskie – Alfred – Katowice (6,24 km; 4 pociągi)[7],
- 16: Katowice – park T. Kościuszki – Brynów (4,07 km; 4 pociągi)[7],
- 113: Wełnowiec – Katowice (3,34 km; 2 pociągi)[7],
- 116: Katowice ul. Pocztowa – park T. Kościuszki (1,9 km; 2 pociągi)[7].

Zajezdnia tramwajowa zgodnie ze swoim pierwotnym przeznaczeniem pełniła funkcję do 1967 roku. Wówczas też ogłoszono pomysł budowy koło Hali Parkowej pętli tramwajowej, który ostatecznie zarzucono. Przez późniejszy okres hala pełniła rolę warsztatów naprawy tramwajów, a następnie magazynu dla Miejskiego Przedsiębiorstwa Oczyszczania (późniejszy MPGK).
Na zlecenie P. Śliwki w latach 1997–1998 została przebudowana dawna hala zajezdni tramwajowej na potrzeby salonu samochodowego i stacji serwisowej Škoda. Projekt przebudowy opracowano w latach 1996–1998, a autorami przebudowy dawnej hali są architekci Mirosław Polak i Marek Skwara. Konstrukcję opracowali H. Goik i G. Komraus.

## Charakterystyka
Hala dawnej zajezdni tramwajowej znajduje się przy ulicy T. Kościuszki 94 w Katowicach, w granicach dzielnicy Brynów część wschodnia-Osiedle Zgrzebnioka. Powierzchnia całkowita hali wynosi 1 690 m², a kubatura 8,5 tys. m³. Posiada ona 2 kondygnacje nadziemne. Hala wpisana jest do gminnej ewidencji zabytków miasta Katowice.
Hala jest jezdnym z elementów salonu samochodowego, otoczona kompleksem przybudówek i pawilonów, w tym z zapleczem technicznym i socjalnym, niewidocznymi od strony ulicy. Ze starego budynku hali zajezdni pozostały natomiast oryginalne dwie boczne ściany nośne i oparty na nich układ delikatnych stalowych dźwigarów dachowych. Przy przebudowie hali od frontu zastosowano bezszprosową szklaną fasadę umożliwiającą zajrzenie w głąb salonu samochodowego. Zastosowano w niej szklenie bezramowe, stosując dwa poziome szklane pasy połączone bezbarwnym silikonem. Jest to indywidualnie zaprojektowane, unikalne w Polsce rozwiązanie techniczne, którego stateczność zapewniają dwie stalowe liny naciągnięte pomiędzy narożnymi murowanymi słupami odpowiadające za poziome usztywnienie struktury, a także portal drzwi przesuwnych.
Stalową konstrukcję antresoli posadowiono na niezależnych fundamentach i słupach, a także oddzielono od istniejącej struktury gmachu. Prowadzą na nią stalowe schody, których elementami nośnymi są dwie łukowo wygięte poręcze z podwójnie złożonych ceowników. Pomiędzy nimi zamocowano pręty, do których podwieszono przykręcane stopnie. Zastosowanie antresoli w hali dawnej zajezdni tramwajowej pozwoliło na zwiększenie powierzchni użytkowej salonu w pierwotnych wymiarach hali. Zaprojektowano ją tak, by nie utrudniała aranżacji parteru.
W systemie REGON zarejestrowane są dwa przedsiębiorstwa działające przy ulicy T. Kościuszki 94, w tym Auto Śliwka – salon i serwis samochodowy marki Škoda.